# 茨城県道64号土浦笠間線

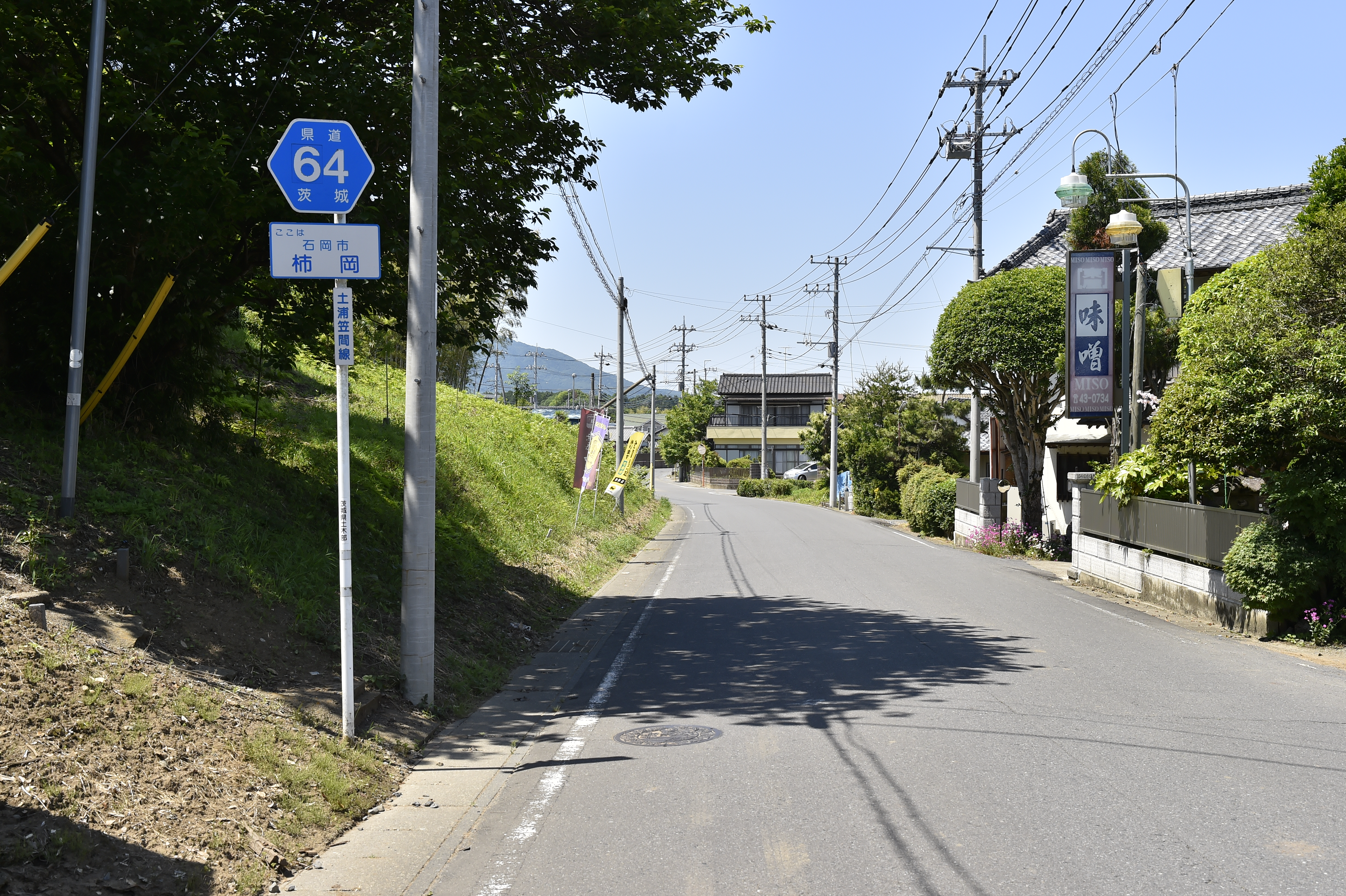
茨城県道64号土浦笠間線
石岡市柿岡（2022年5月）

茨城県道64号土浦笠間線（いばらきけんどう64ごう つちうら かさません）は、茨城県土浦市から笠間市に至る県道（主要地方道）である。

## 概要
土浦市真鍋を起点として、かすみがうら市中志筑から石岡市柿岡を経由し笠間市福原の国道50号交点に至る、南北約34キロメートル (km) の主要地方道である。途中、石岡市と桜川市境界の板敷峠越えを含む。土浦市内の大部分は、かつての国道6号であった。笠間市福原地内は、北関東自動車道笠間西ICのアクセス道路となっている。

### 路線データ
- 起点：土浦市真鍋（国道125号交点＝「若松町」交差点）
- 終点：笠間市福原字西堀前1303番3地先（国道50号交点）[1]
- 総延長：34.131 km[2]
- 重用延長：0.933 km[2]
- 未供用延長：なし[2]
- 実延長：33.198 km[2]
- 自動車交通不能区間延長[注釈 1]：なし[2]

## 歴史
1994年（平成6年）4月1日、前身にあたる八郷稲田線（整理番号165）、土浦八郷線（整理番号169）を廃止して、同2路線を統合して起点を土浦市大字常名（国道125号分岐）、終点を笠間市稲田（国道50号交点）とする新たな路線として、主要地方道土浦笠間線（整理番号80）が路線認定された。翌1995年（平成7年）、整理番号64へ変更され現在に至る。

### 年表
- 1959年（昭和34年）10月14日：本路線の前身にあたる一般県道として、八郷稲田線（図面対象番号106）と土浦八郷線（図面対象番号110）が茨城県より路線認定される[5]。
- 1993年（平成5年）5月11日 - 建設省から、県道土浦八郷線・県道石岡筑波線の一部・県道八郷稲田線が土浦笠間線として主要地方道に指定される[6]。
- 1994年（平成6年）4月1日
  - 土浦笠間線（整理番号80）として県道路線認定[4]。
  - 道路の区域は、土浦市大字常名国道125号分岐から笠間市稲田国道50号交点までに決定する[7]。
  - 同時に八郷稲田線（整理番号165）と土浦八郷線（整理番号169）が廃止される[3]。
- 1995年（平成7年）3月30日：整理番号80から現在の番号（整理番号64）に変更される[8]。
- 2001年（平成13年）3月1日：土浦市大字常名 - 土浦市大字中貫の区間が、通行する車両の最大重量限度25トンの道路に指定される[9]。
- 2003年（平成15年）2月3日：西茨城郡岩瀬町大字木植 - 笠間市大字福原（国道50号交点）までのバイパス新設区間（延長4.05 km）の道路区域が決定[1]。
- 2007年（平成19年）10月10日：笠間市大字福原地内の北関東自動車道笠間西ICと接続するバイパス（約1.7 km）が開通する[10]。
- 2007年（平成19年）11月14日
  - 北関東自動車道笠間西IC開設に伴い、インターチェンジ取り付け道路が供用開始[11]。
  - 笠間西IC - 終点・国道50号の区間を、通行する車両の最大重量限度25トン及び、高さの最高限度が4.1mの道路に指定[12]。
- 2008年（平成20年）4月17日：上記バイパス開通を受けて、笠間市大字福原のJR福原駅わきを通る旧道 (3.211 km) が県道指定解除により市道降格となる[13]。

## 路線状況
土浦市中貫の国道6号との立体交差点は、土浦から笠間方向への一方通行となっている。土浦市〜かすみがうら市および、石岡市大塚〜笠間市の区間は2車線の県道であるが、石岡市（旧八郷町）内の区間の大部分が1.5車線以下で道路幅は狭い。笠間西ICから終点（国道50号）までの区間は、車両最大重量制限25トン (t) の道路に指定されている。
道路法の規定に基づき、土浦市若松町（若松町交差点） - 同市中貫（6号バイパス中貫入口交差点）間および、石岡市柿岡（主要地方道石岡筑西線交差） - 笠間市福原（福原西交差点）間は、緊急輸送道路として機能を維持するため、災害発生時の被害拡大防止を目的に道路用地内に電柱を建てることが制限されている。

### 重複区間
- 茨城県道138号石岡つくば線（かすみがうら市中志筑 - 石岡市半田：約3.3 km）
- 茨城県道7号石岡筑西線（石岡市柿岡地内：817 m）[7]
- 茨城県道42号笠間つくば線（石岡市柿岡地内：約90 m）
- 茨城県道140号西小塙石岡線（石岡市大増 - 桜川市今泉：約3.5 km）

### 道路施設
- 中佐谷橋（常磐自動車道、かすみがうら市中佐谷）
前身の土浦八郷線のときに常磐自動車道建設工事に伴う切通に架けられた道路橋。1981年（昭和56年）5月14日に供用された[15]。
- 小川橋（恋瀬川支流）、石岡市柿岡）

## 地理
筑波連峰を西側に望み周辺一帯に田畑が広がる。特にかすみがうら市から石岡市にかけて、沿線はクリ・ナシ・柿・ブドウを中心とする果樹園が多い。
道路は八郷盆地を南北縦断するルートを辿り、石岡市 - 桜川市境に跨る筑波山地を板橋峠で越える。

### 通過する自治体
- 土浦市
- かすみがうら市
- 石岡市
- 桜川市
- 笠間市

### 交差する道路
- 国道125号・国道354号（起点）
- 国道6号（土浦市中貫）

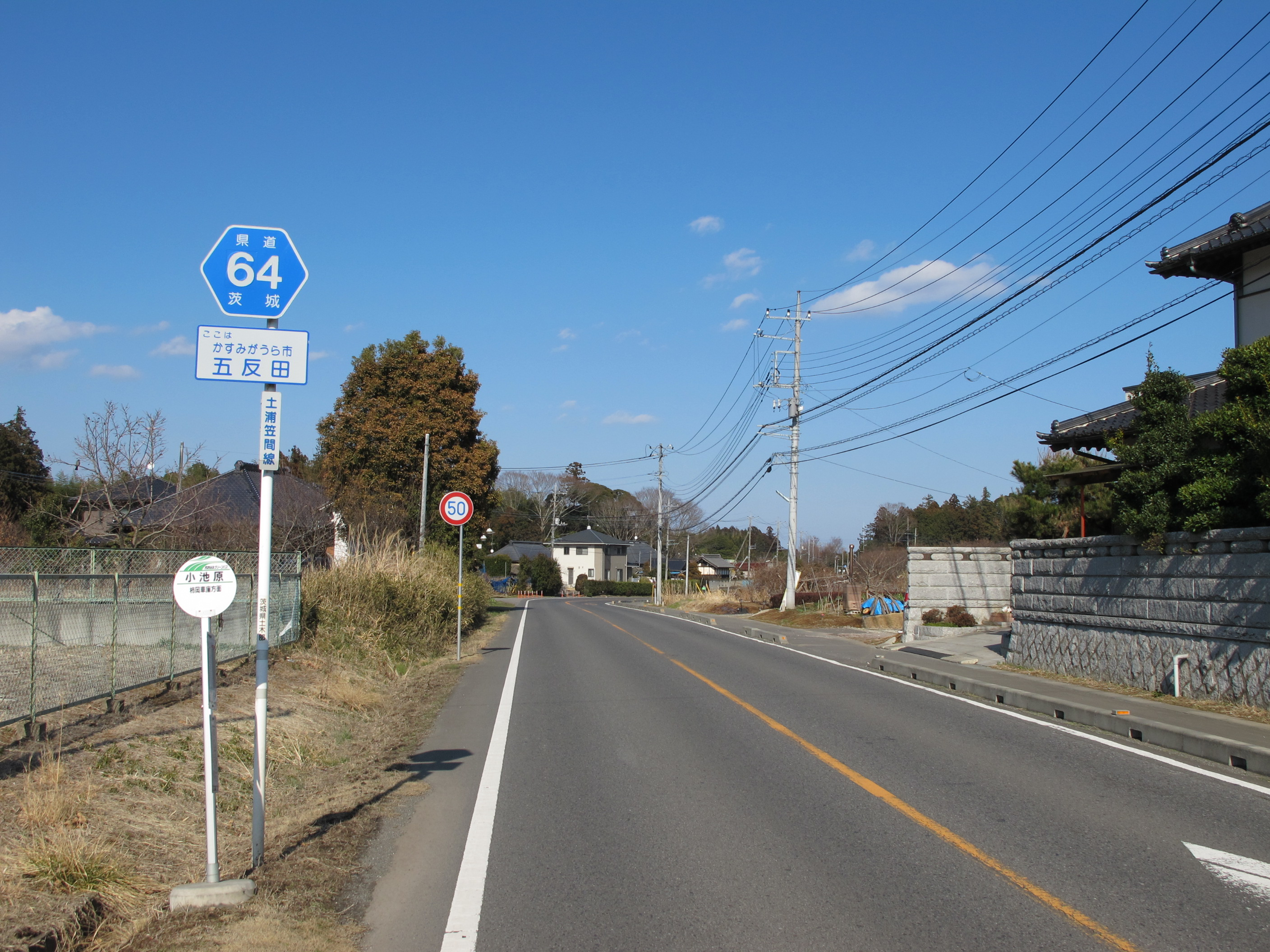
茨城県道64号土浦笠間線
かすみがうら市五反田（2014年3月）

- 茨城県道197号戸崎上稲吉線（かすみがうら市上稲吉）
- 茨城県道53号つくば千代田線（かすみがうら市下佐谷）
- 茨城県道138号石岡つくば線（かすみがうら市中志筑）
- 茨城県道138号石岡つくば線（石岡市半田）
- 茨城県道7号石岡筑西線（石岡市柿岡）
- 茨城県道7号石岡筑西線・茨城県道42号笠間つくば線（石岡市柿岡）
- 茨城県道42号笠間つくば線（石岡市柿岡）
- 茨城県道218号大塚真壁線（石岡市大塚）
- 茨城県道140号西小塙石岡線（石岡市大増）
- 茨城県道140号西小塙石岡線（桜川市今泉）
- 北関東自動車道笠間西IC（笠間市福原）
- 国道50号（終点）

### 沿線にある施設など
- 中貫宿本陣（土浦市中貫）
- 千代田カントリークラブ（かすみがうら市上佐谷）
- かさまフォレストゴルフクラブ（笠間市福原）
- かさまロイヤルゴルフ倶楽部（桜川市高幡）